# 安德鲁·里德
安德鲁·里德（英語：Andrew Reed，1991年12月19日—），美国男子赛艇运动员。他曾代表美国参加世界赛艇锦标赛，获得一枚银牌。他也曾参加2020年夏季奥林匹克运动会。